# Noctua fimbriata
Noctua fimbriata là một loài bướm đêm thuộc họ Noctuidae. Nó được tìm thấy ở châu Âu, Anatolia, Kavkaz và Bắc Phi, although the border of its miền nam range is unclear because of the similar looking species Noctua tirrenica.

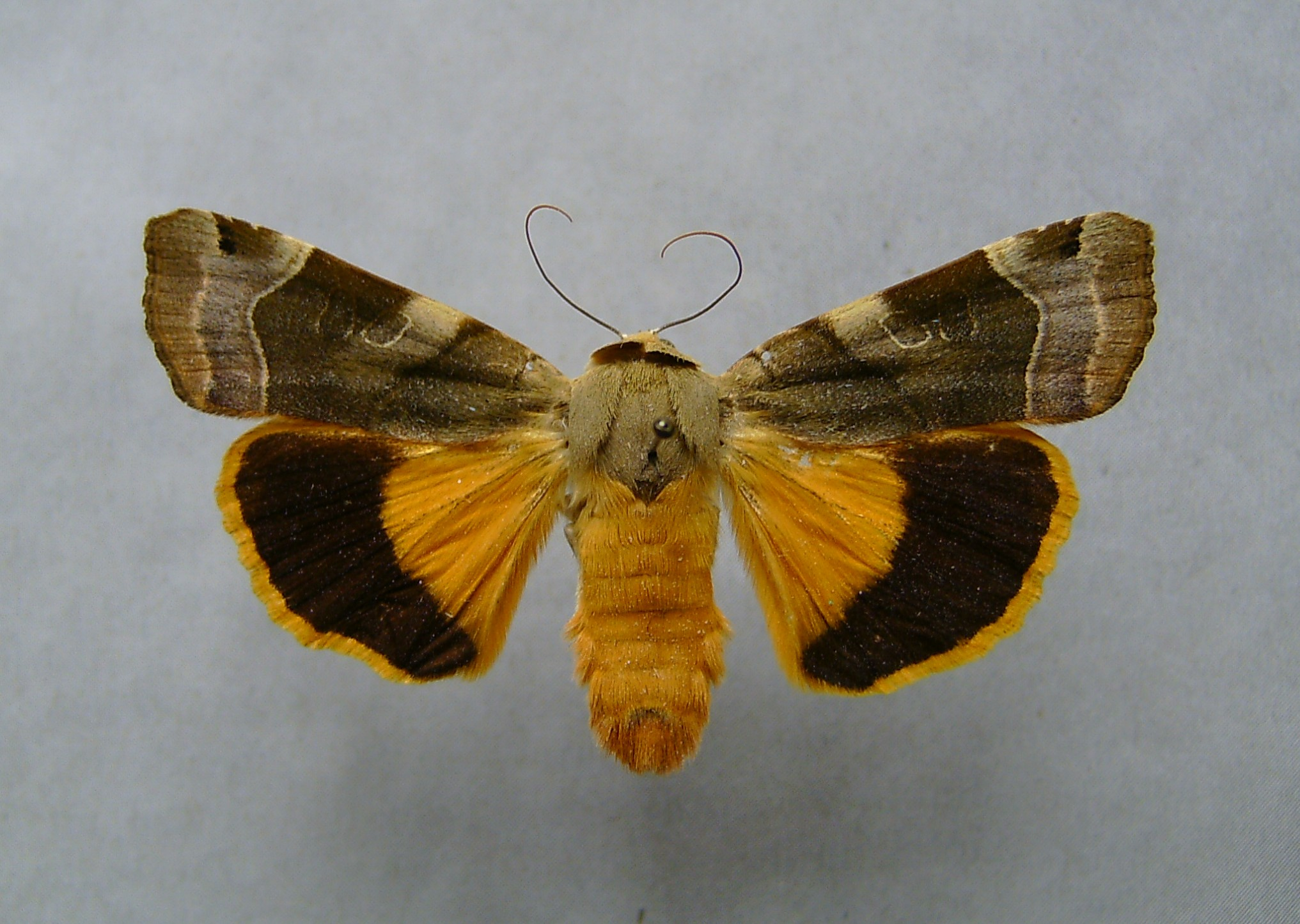
Mounted specimen

Sải cánh dài 45–55 mm. Chiều dài cánh trước là 22–27 mm. Con trưởng thành bay làm một đợt from cuối tháng 6 đến tháng 9.
Ấu trùng ăn Rumex, Nettle và low growing woody plants on occasion.

## Hình ảnh

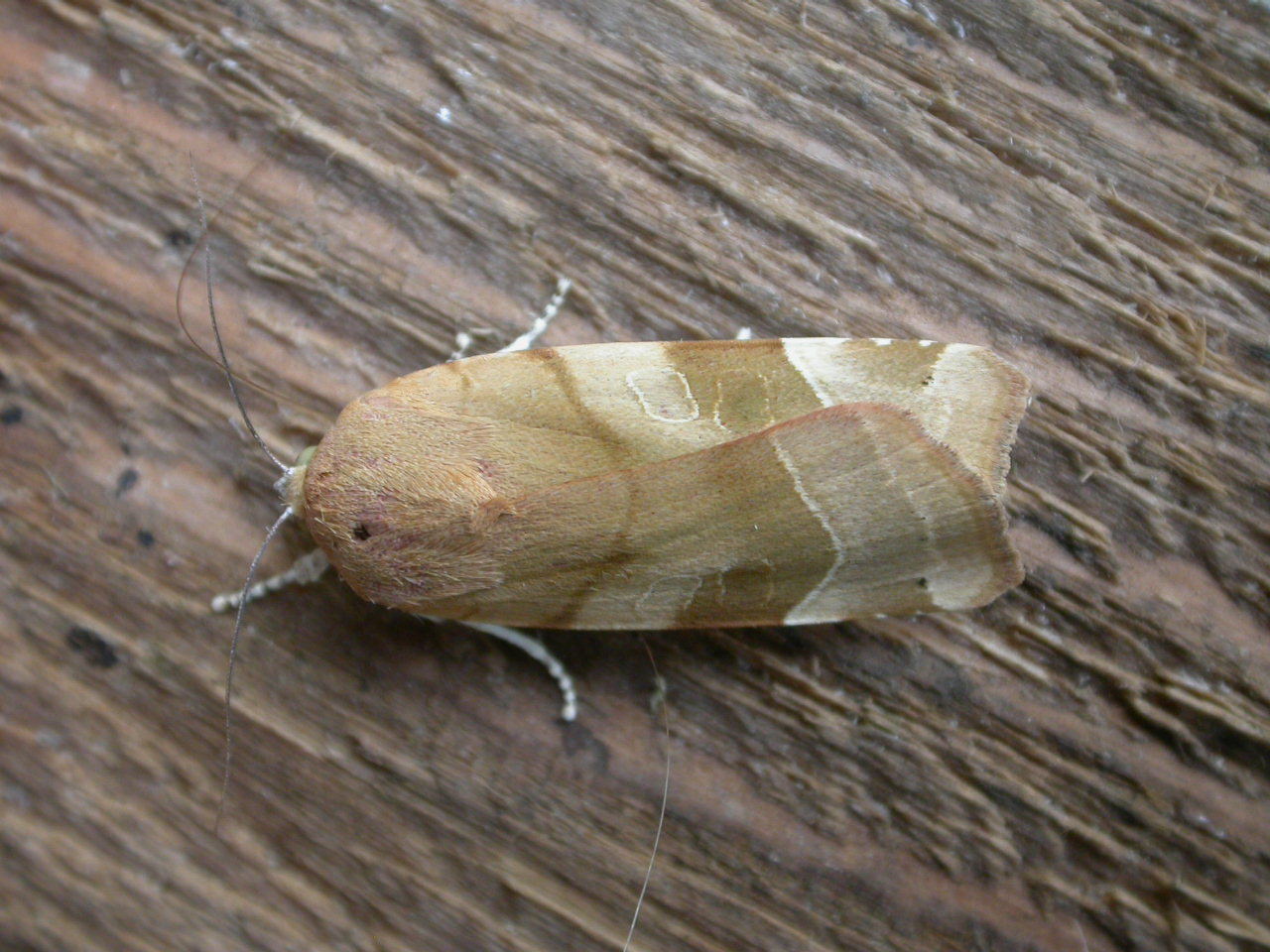
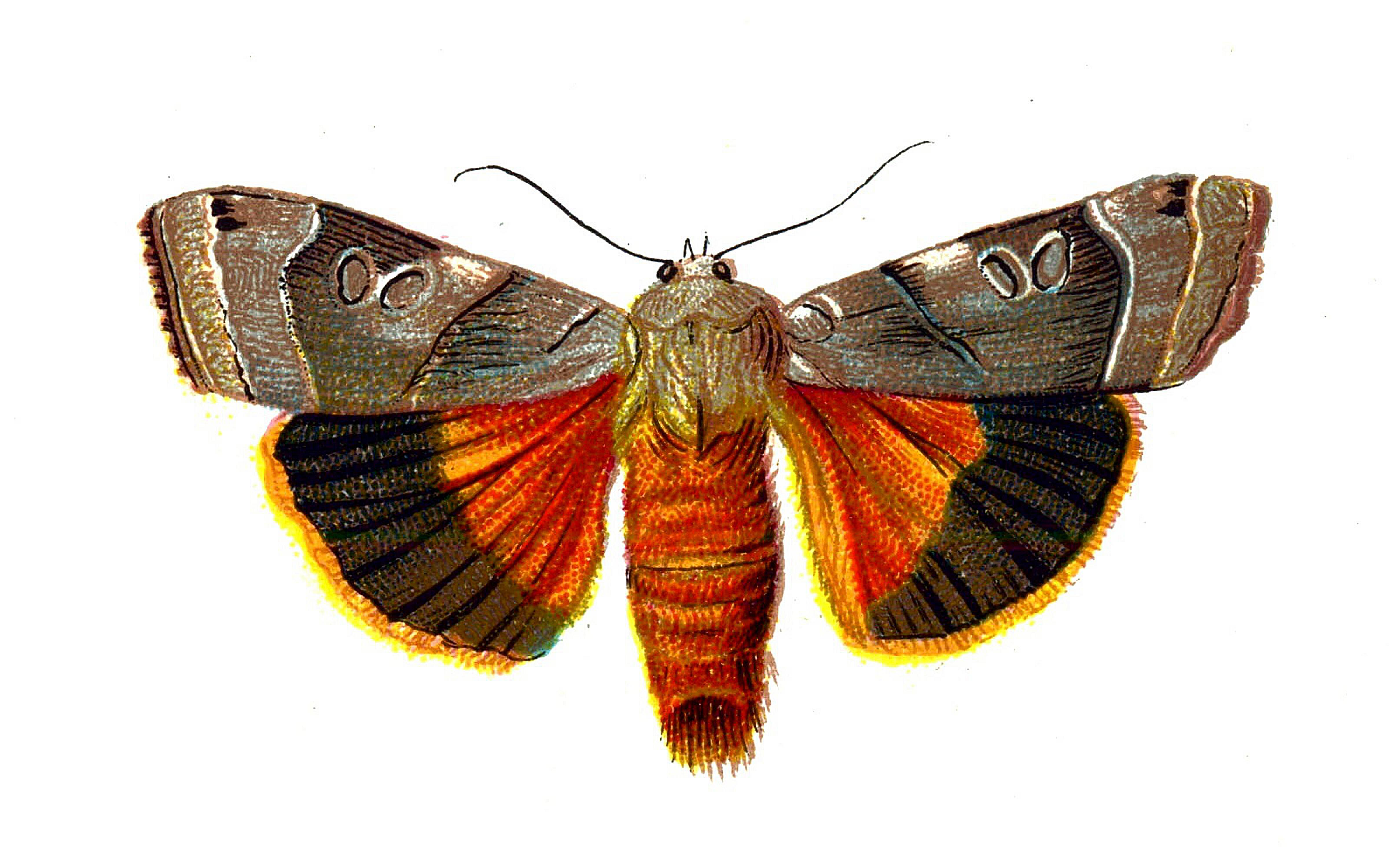
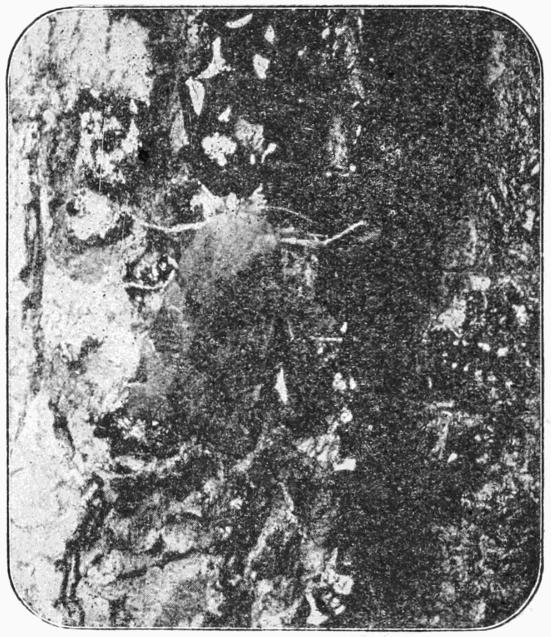
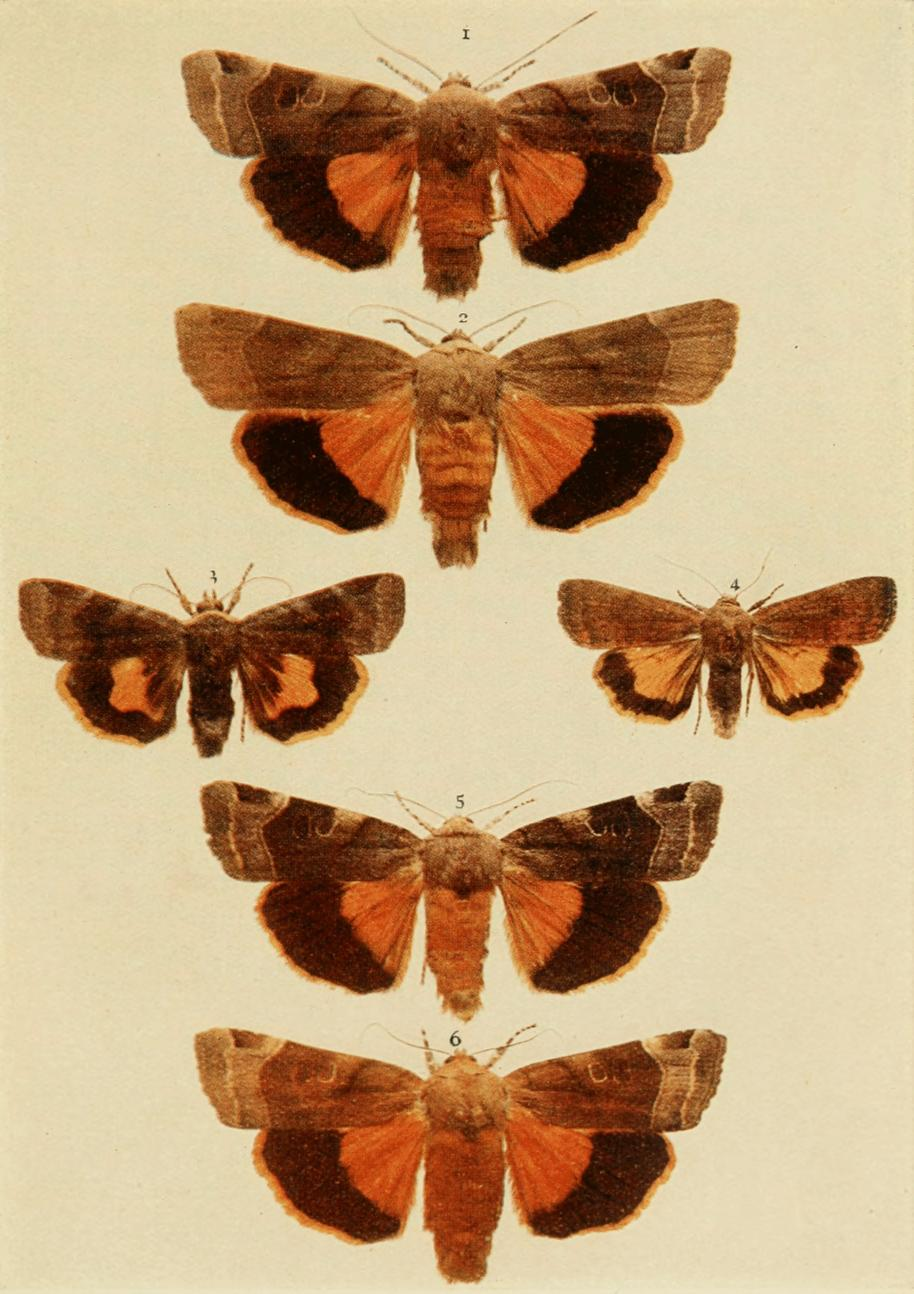